# Brigada de Cavalleria «Castillejos» II
La Brigada de Cavalleria “Castillejos” II, una brigada de cavalleria lleugera, va ser una unitat pertanyent al Exèrcit de Terra que es va mantenir activa des de l'any 1986 fins al mes de desembre de 2016. Els seus orígens es remunten a 1536, on està acreditada l'existència d'unitats de cavalleria al servei del Rei d'Espanya a Piemont i Llombardia, atès que la unitat prové del Regiment del Rei, originalment denominat Tros de Milà per tenir els seus orígens en aquesta ciutat italiana. En l'actualitat, i igual que al llarg de tota la seva història, es va considerar a aquesta unitat i els regiments que li van precedir amb el seu nom com una peça fonamental en la cavalleria espanyola. Arran de la reforma orgànica de l'Exèrcit de Terra basada en la creació de brigades orgàniques polivalents la majoria de les unitats de la brigada passaran a formar part de la nova Brigada «Aragón» I, mentre que el Regiment «España» ha passat a dependre directament del Comandament de les Forces Terrestres, i el Regiment «Lusitania» s'integrarà en la Brigada «Almogávares» VI de Paracaigudistes. El nom de la unitat passarà a la Divisió «Castillejos», que hereta el seu historial i els de les unitats que li van precedir. Hereta el nom de la Brigada Blindada Castillejos núm. 3, dissolta en 1965.

## Història
El seu avantpassat més antic és el Regiment del Rei, originalment denominat Tros de Milà per tenir els seus orígens en aquesta ciutat italiana. Ja des de 1536 està acreditada l'existència d'unitats de cavalleria al servei del Rei d'Espanya a Piemont i Llombardia. Amb la reorganització de l'exèrcit borbònic se li va donar a aquest Regiment l'antiguitat de 4 d'abril de 1661. El 1707, Milà rep la primera de les incorporacions d'unitats de la seva història. El 1763 es produeix una nova fusió que provoca el canvi de nom: s'uneixen els regiments de Milà i Flandes, adoptant per primera vegada el nom de Rei. Després de la Guerra de la Independència s'incorporen dues de les unitats aixecades durant el conflicte: els Hússars de Castella i el Segon Regiment de Santiago.
Després de la dissolució de l'exèrcit el 1823, el Regiment del Rei és refundat en 1824, amb 260 homes del Regiment Santiago, a Zamora. En 1825 rep la denominació de 1r de línia. Amb nombrosos canvis de denominació i institut va continuar servint a Espanya durant més de cent anys.
La primera unitat que es va denominar "Castillejos" va ser el Regiment de Caçadors núm. 6, organitzat el 9 de gener de 1869 a Alcalá de Henares, rebent el nom en record de la batalla ocorreguda uns anys abans en la qual Unitats de l'Arma van aconseguir glòria en batre a un enemic superior en condicions molt difícils al Marroc. Després de participar en totes les campanyes en les quals va intervenir Espanya entre finals del segle XIX i començaments del XX, la reorganització de 1931 dona un viratge fonamental en l'historial de "Castillejos" ja que es fusiona a Saragossa amb el Regiment de Llancers del Rei núm. 1, constituint el Regiment de Caçadors de Cavalleria núm. 1, que en 1935 recupera el nom de «Castillejos».

### Batalla de los Castillejos
En el marc de la Guerra d'Àfrica, el 31 de desembre de 1859 va arribar l'ordre d'emprendre la marxa cap a Tetuan. L'avanç per terra presentava enormes problemes, perquè s'havia d'obrir un camí per a l'artilleria i les forces anaven a tenir a la dreta muntanyes des de les quals l'enemic podia atacar, mentre que la mar tancava qualsevol via de fuita a l'esquerra. En cas de derrota, la retirada era gairebé impossible.
El terreny era molt difícil, amb contraforts transversals a la marxa i serres que arriben gairebé fins a la mar, obligant contínuament a superar pendents, interrompudes per sengles valls. El primer que es troba és el dels Castillejos i allí es va donar la primera batalla important de la campanya. Es va entaular a conseqüència de la impetuositat de Joan Prim i Prats, el general comandant de la Divisió de Reserva, que formava l'avantguarda de l'exèrcit. Aquesta portava al capdavant els dos esquadrons de la Princesa (el 1r i el 4t), a pesar que en teoria pertanyien a altres grans unitats.
Prim va arribar sense gairebé resistència fins als pujols que separen la vall dels Castillejos del de Tarajar. Leopoldo O'Donnell y Jorís li va ordenar que s'apoderés de la casa del Morabit i que una brigada del segon cos prengués un turó que flanquejava el bosc ocupat pels marroquins. Prim, en veure que encara romanien marroquins en unes llomes que tancaven l'extrem sud de la vall i en albirar les forces d'Infanteria i Cavalleria en una canyada, va decidir atacar-los. Contra els primers, a les altures, envia una dotzena de batallons. Contra els segons, als hússars, una mica menys de 200 homes.

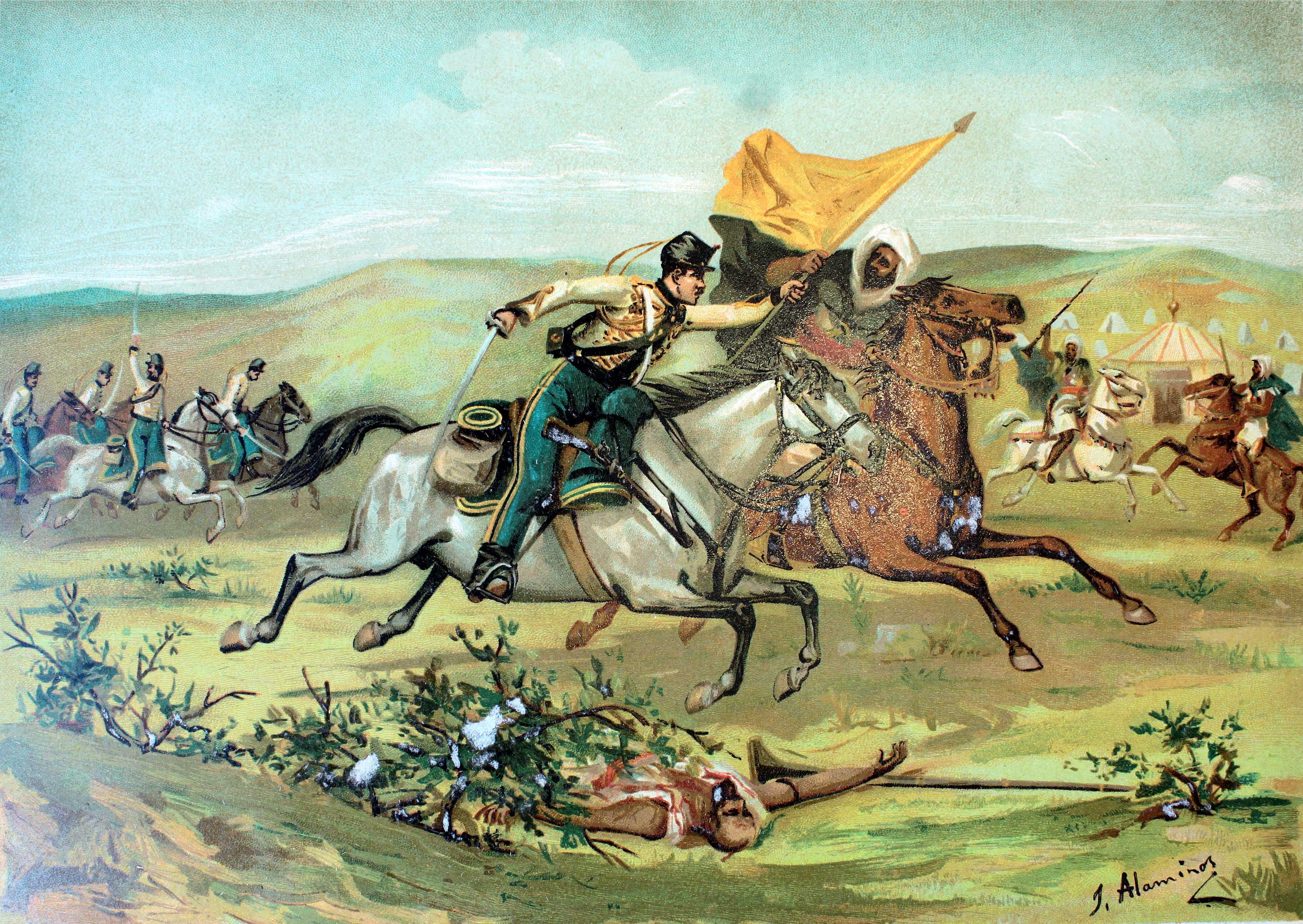
El caporal Pedro Mur arrabassa la bandera del cap marroquí

La càrrega de Hússars de la Princesa s'ha convertit en una llegenda de la Cavalleria. En un principi, es dirigeixen contra el centenar de genets marroquins que s'oferia a la seva vista, als quals dispersen. Però en comptes de detenir-se llavors, els hússars albiren el campament marroquí, per la qual cosa continuen la càrrega i penetren en un estret congost. A la sortida d'aquest, s'obre un fossat als seus peus, en el qual s'enfonsen homes i cavalls: han caigut en una emboscada. Mentre alguns d'ells ajuden als companys desmuntats, la resta travessa la massa de Cavalleria marroquina que havia acudit a rematar-los i arriba fins al mateix campament. El cap Mur s'apodera d'un estendard, després de deixar fora de combat al seu portador. A continuació, els esquadrons es retiren en ordre, passant, per segona vegada, a través de l'enemic i sense deixar un sol presoner ni ferit. Tan aviat com es reuneixen amb la resta de l'exèrcit, ocupen impertorbables el seu lloc en formació, com si tornessin d'un simulacre de càrrega durant unes maniobres.
La seva gallardia els va costar cara: les baixes van sumar 50 homes i 59 cavalls. Només 2 oficials van resultar il·lesos; els 2 comandants van ser ferits, així com 3 capitans; van morir 2 tinents. Va ser de destacar la devoció de la tropa cap als seus comandaments; almenys dos van ser salvats de la mort per sengles hússars.
Respecte a la càrrega, l'historiador militar Martín Arrúe va escriure que "va ser brillantíssima i oportuna fins que van arribar a la canyada; temerària des que s'internen en aquesta; absurda en envair la hondonada i arribar fins al campament marroquí […] i sempre heroica". Els hússars van complir així amb l'exigència d'impetuositat que es demana a tota Cavalleria que es preï, encara que potser en excés.
Mentrestant, la Infanteria havia aconseguit rebutjar a l'enemic després d'una sèrie de furiosos assalts a la baioneta. Prim va compensar la seva imprudència malbaratant valor personal, en encapçalar un assalt brandant la bandera del Regiment de Còrdova. Després de vuit hores de combat, els seus batallons es trobaven exhaustos i molt minvats, a diferència de l'enemic, que rebia constantment reforços. El batalló del Príncep estava en perill de quedar aïllat i ser aniquilat. Prim va ordenar als artillers que avancessin en ordre obert per a contenir a l'enemic, però van rebre un nodrit foc i van haver de replegar-se, perdent molts homes. O'Donell va comprendre el perill i va enviar en el seu auxili al Regiment d'Infanteria «Córdoba» i més tard al general Juan de Zavala y de la Puente amb els batallons de Lleó, Arapiles, Savoia i Simancas, que van decidir la victòria.

## Missions en l'Exterior
UNPROFOR
Són les sigles en anglès de Força de Protecció de les Nacions Unides (United Nations Protection Force), la primera força de manteniment de la pau a Croàcia i Bòsnia Hercegovina durant les guerres de Iugoslàvia. Va existir entre el començament de la participació de l'ONU al febrer de 1992, i la seva reestructuració en altres forces al març de 1995.
IFOR

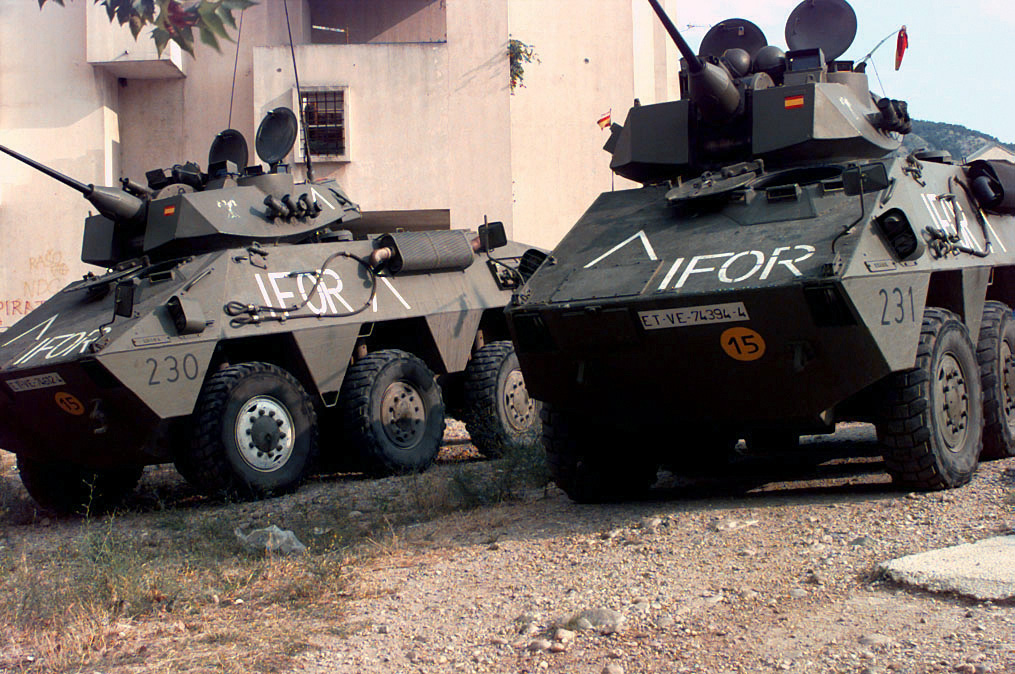
Vehicles d'exploració de cavalleria VEC-M1 en la missió IFOR a Bòsnia.

En anglès: Implementation Force, abreujada com IFOR és una força multinacional de l'OTAN en Bòsnia i Hercegovina en virtut d'un any de mandat, del 20 de desembre de 1995 al 20 de desembre de 1996, sota el codi Operació Conjunta Endeavour per a aplicar els annexos militars de l'Acord marc General de Pau (GFAP) a Bòsnia i Hercegovina, després d'haver pres el relleu de UNPROFOR.
SFOR
En anglès: Stabilisation Force, abreujada com SFOR va ser una força multinacional de l'OTAN desplegada a Bòsnia i Hercegovina, encarregada del compliment dels Acords de Dayton, que van posar fi a la guerra de Bòsnia.
KFOR

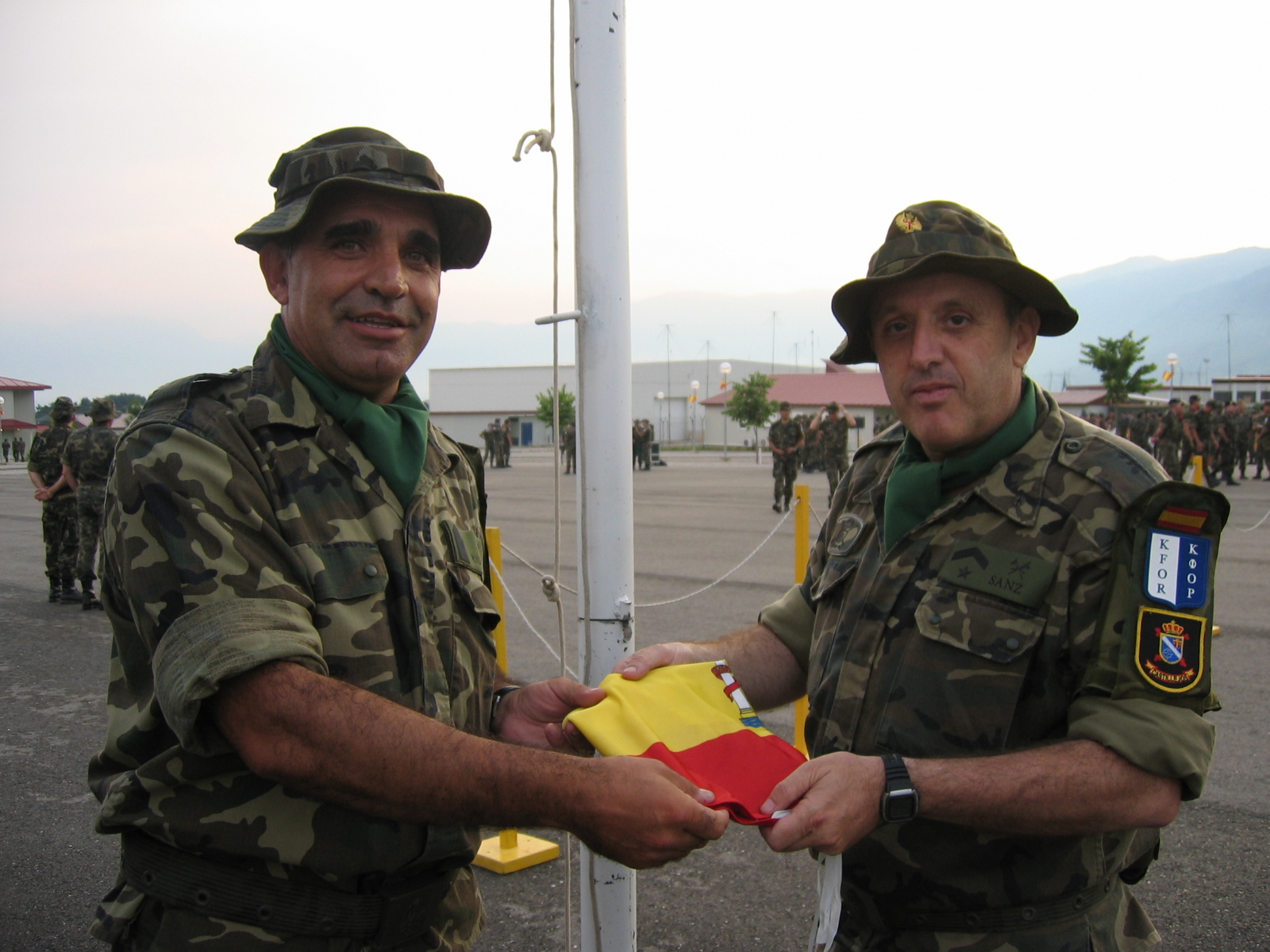
Dos sotsoficials de cavalleria amb una de les banderes que han onejat durant la missió KFOR

En anglès de Kosovo Force és una força militar multinacional liderada per l'OTAN que va entrar a Kosovo l'endemà passat que el Consell de Seguretat de Nacions Unides aprovés la resolució 1244.1 El seu objectiu era mantenir l'ordre i la pau en el territori.
En els últims anys, especialment des de mitjan 2011, les seves accions han superat l'estatus de neutralitat que hauria de complir, prenent decisions que van més enllà de la resolució 1244 i sempre en favor de les autoritats de Pristina.
Operació Enduring Freedom 
És el nom oficial usat pel Govern dels Estats Units per a la Guerra de l'Afganistan, juntament amb un nombre d'accions militars més petites, sota el sostre de la "Guerra contra el terrorisme"
ISAF 

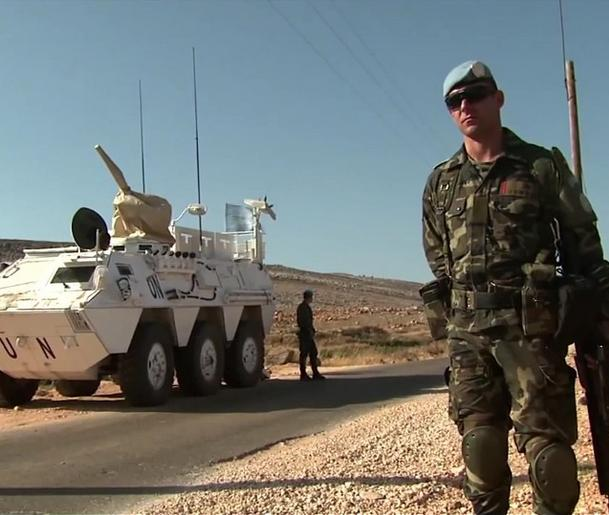
Soldat de l'Agrupació de Cavalleria a -Líban

És una missió de seguretat a l'Afganistan (liderada per l'OTAN des de 2003) que va ser establerta pel Consell de Seguretat de Nacions Unides el 20 de desembre de 2001 per mitjà de la Resolució 13862 conforme al que es preveu per l'Acord de Bonn. Està compromesa en la Guerra de l'Afganistan.
L'objectiu és ajudar el govern afganès a estendre i exercir la seva autoritat i influència en el territori, així com a crear les condicions necessàries per a la reconstrucció i estabilització del país després de la guerra.
Força Provisional de les Nacions Unides per al Líban 
És una missió de pau creada al març de 1978 per acord del Consell de Seguretat de l'ONU, després d'un atac palestí a un llogaret d'Israel que es va saldar amb l'assassinat de trenta-cinc civils jueus.

## Vehicles
- BMR M1

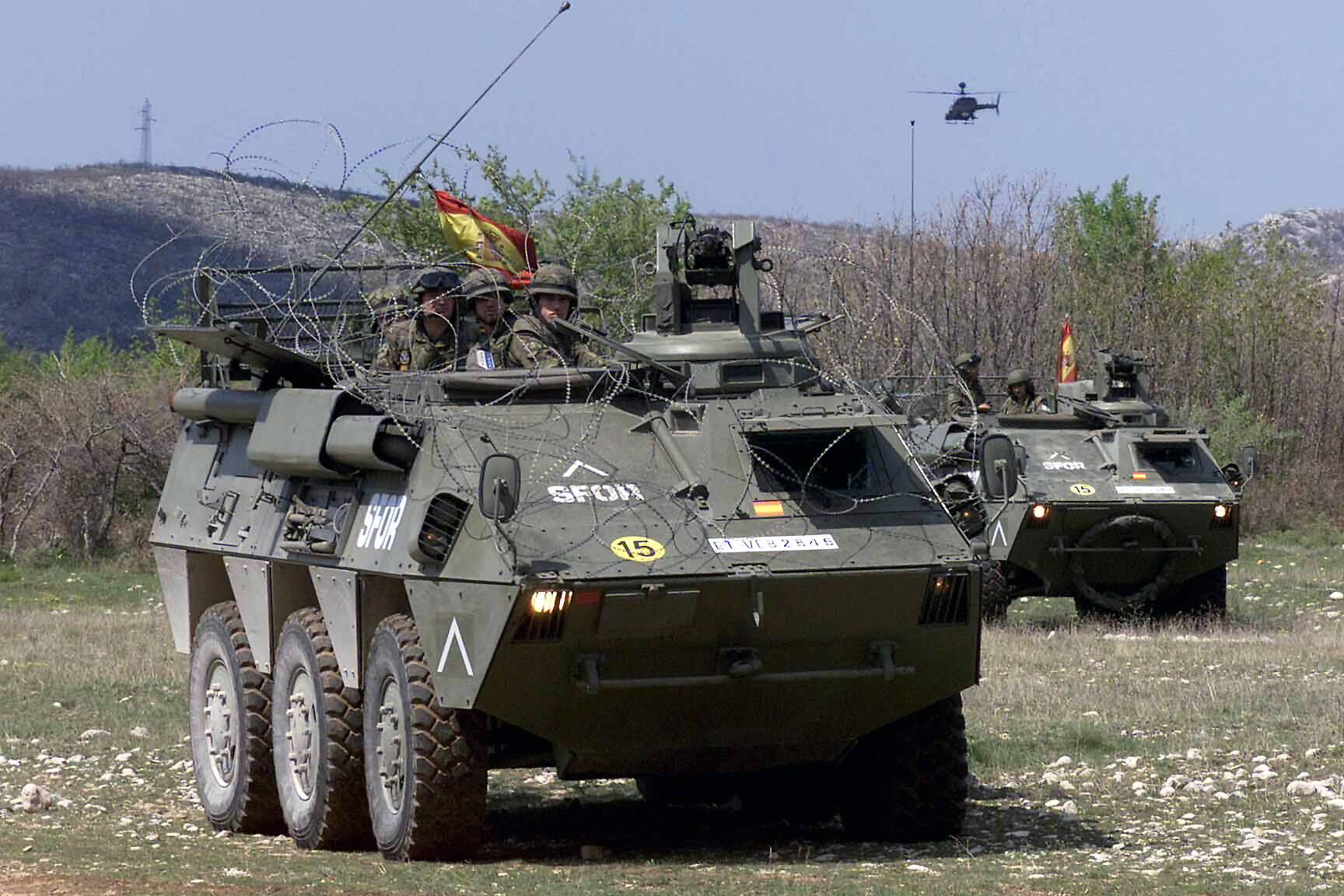
Dos BMR M1-PP en Bòsnia i Hercegovina en la missió de la SFOR.

L'Exèrcit de Terra disposa de 648 vehicles blindats mitjans de rodes BMR. A partir de 1994 van ser actualitzats, incorporant-se'ls un nou motor Scania en substitució de l'original Pegaso, nou interior i blindatge addicional de planxes d'acer.
Estan en servei les següents versions:
- Portapersonal. Equipada amb una metralladora Browning M2HB en una torreta biplaça TC-3A1, encara que també se'ls pot muntar en el seu lloc un llançagranades automàtic LAG 40. Estan sent actualitzats del model BMR-M1PP al BMR-M1A.

- Lloc de comandament.

- Ambulància.

- Vehicle de recuperació i manteniment.

- Portamorter. Amb morters de 81 mm ECIA L-65/81 o de 120 mm ECIA L-65/120.

- Contracarro.

Equipat amb llançamíssils antitancs TOW.
Part d'ells procedeixen de la comanda egipci, ja que al no complir el país africà amb els seus compromisos de pagament la llavors ENASA-Pegaso va suspendre els lliuraments, quedant-se finalment l'Exèrcit Espanyol amb els exemplars que ja havien estat fabricats, els quals tenen equips lleugerament diferents als encarregats directament per Espanya.
Seran substituïts pel futur Vehicle Blindat de Rodes (VBR) 8x8 (veure secció Programes de futures adquisicions) i pels RG-31 Mk.5E Nyala per a les missions internacionals.

### Vehicles d'exploració de cavalleria

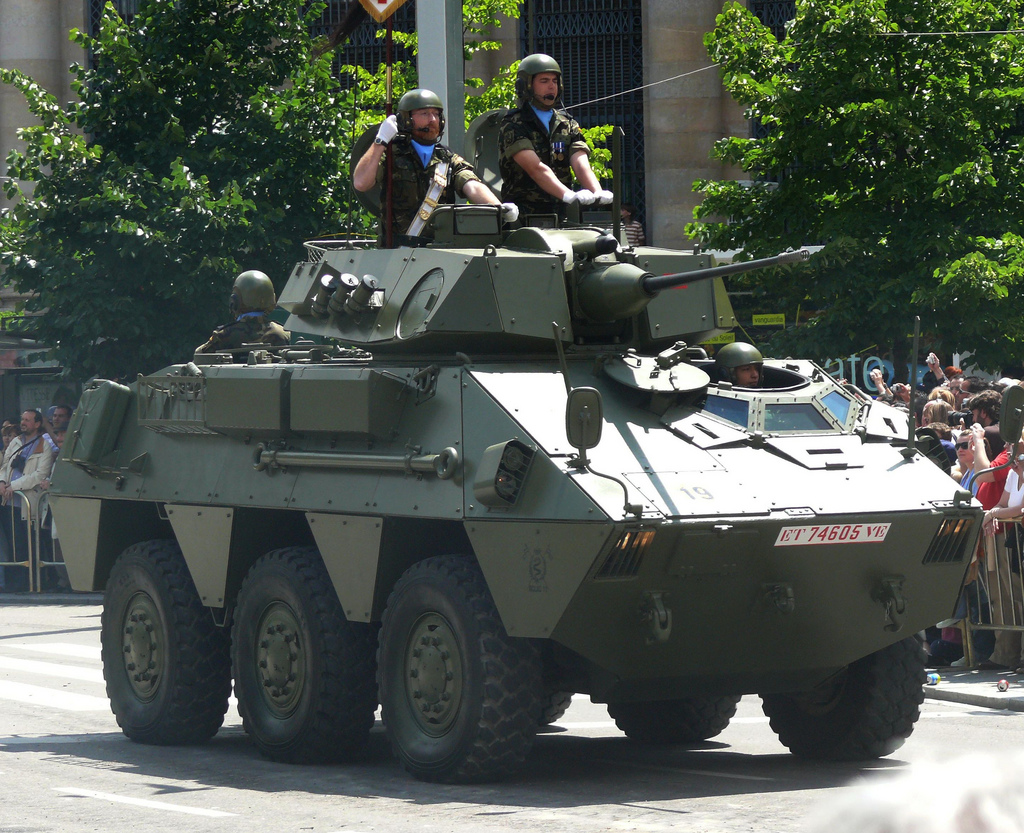
Un VEC M1 en la desfilada del Dia de les Forces Armades de 2008.

- VEC M1

El VEC M1, o Vehicle blindat d'Exploració de Cavalleria, és un vehicle blindat destinat a les unitats lleugeres de Cavalleria derivat del BMR i creat per l'empresa espanyola Santa Bárbara Sistemas. El Pegaso BMR-625 VEC es va dissenyar com un derivat del BMR conservant la majoria dels components mecànics però variant la forma del seu casc i la seva distribució i condicionament intern per a adaptar-ho a les seves noves funcions.
Dels 340 vehicles que es van fabricar en diferents variants, actualment només estan en funcionament 135 vehicles de la versió actualitzada M1 amb torre TC-25 OTO Melara (fabricada sota llicència a Espanya per Santa Bàrbara) amb un canó M242 Bushmaster de 25 mm. La torre original de OTO Melara (TC-20) estava dissenyada per a un canó Rheinmetall Rh-202 de 20 mm i la integració d'un nou canó de major calibre va ser molt problemàtica, donant lloc al fet que durant els seus primers anys de servei la majoria dels VEC estiguessin sense torreta, excepte uns pocs als quals se'ls va muntar la pròpia TC-20 i altres en els quals es va instal·lar la torre amb canó de 90 mm dels AML-90 donats de baixa. La seva distribució actual és de 13x3 dels grups de reconeixement (grecos), 13x2x3 dels grups de la Brigada de Cavalleria Castillejos II i 6x3 del Regiment de cavalleria lleuger cuirassat Farnesio 12.
Seran substituïts per la versió d'exploració de cavalleria del futur Vehicle Blindat de Rodes (VBR) 8x8, que estarà armada amb un canó de 30mm i previsiblement també míssils Spike (veure secció Programes de futures adquisicions).

### Carro sobre rodes
- Centauro

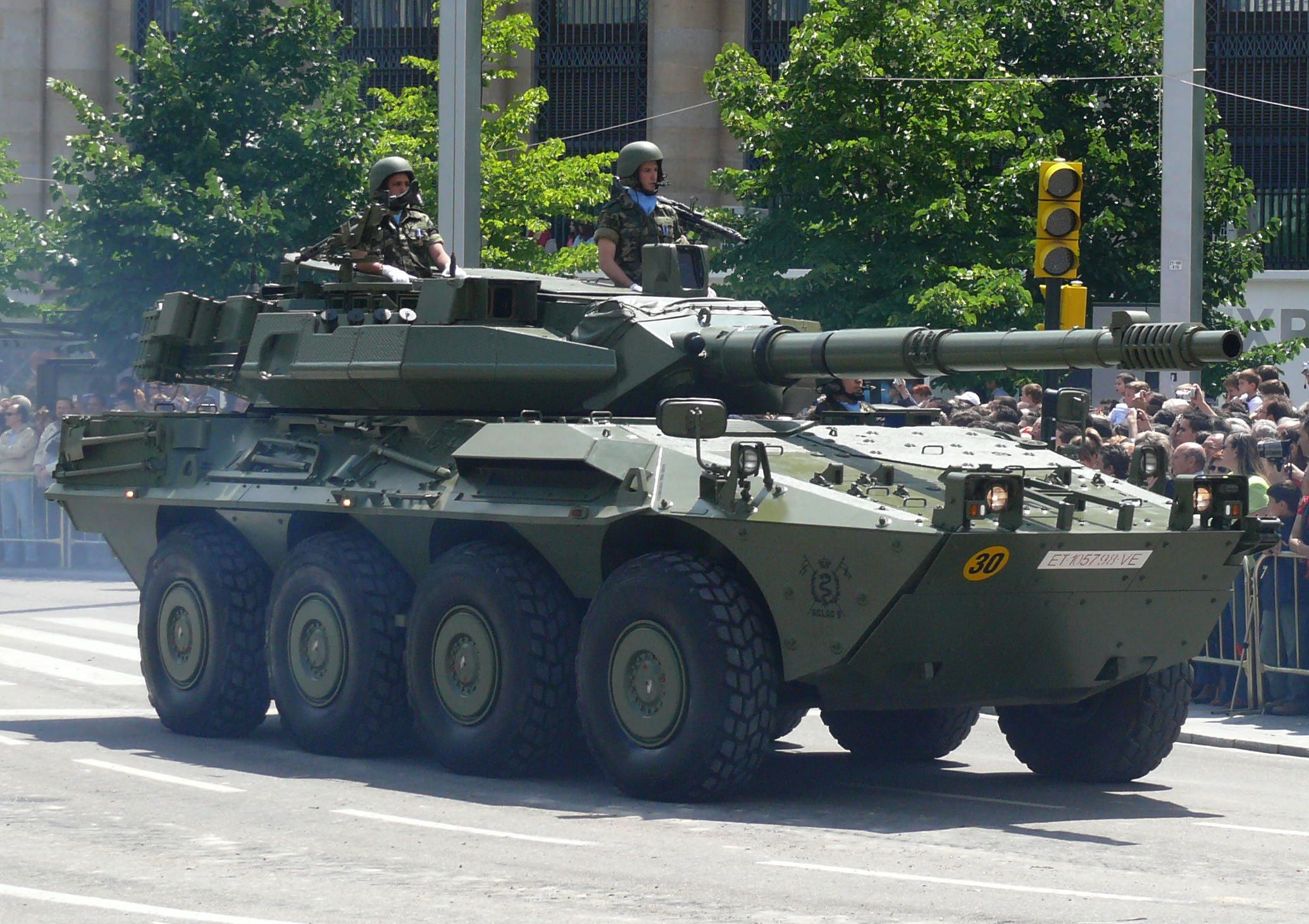
Un Centauro en la desfilada del Dia de les Forces Armades de 2008.

L'Exèrcit de Terra va adquirir 84 Vehicles de Reconeixement de Cavalleria (VRC) Centauro amb canó de 105/52 mm en dues fases: els primers 22 vehicles es van contractar al juliol de 1999 i van ser lliurats entre setembre de 2000 i novembre de 2001. Al febrer de 2002 es va signar la segona pels 62 restants, que van ser lliurats entre juliol de 2004 i desembre de 2006. Els vehicles de la primera fase van ser fabricats íntegrament pel consorci italià Iveco-Fiat-OTO Melara. No obstant això per als 62 vehicles de la segona es van efectuar transferències tecnològiques per a ser fabricats parcialment en Espanya per Iveco-Pegaso, Oto Melara-Ibèrica i Amper. A més van incorporar millores com cambra tèrmica de segona generació Galileu per a tirador, sistema interfònic ROVIS, segona metralladora MG3 en sostre i presa d'aire comprimit. Una tercera fase, contractada en 2007, va incloure l'adquisició de quatre exemplars de la versió de recuperació així com la substitució de la càmera tèrmica dels vehicles de la primera fase per la Galileu de segona generació que porta la resta.
Es tracta d'un vehicle aerotransportable i de gran mobilitat, la qual cosa li permet una ràpida projecció a distància.

### Carros de combat

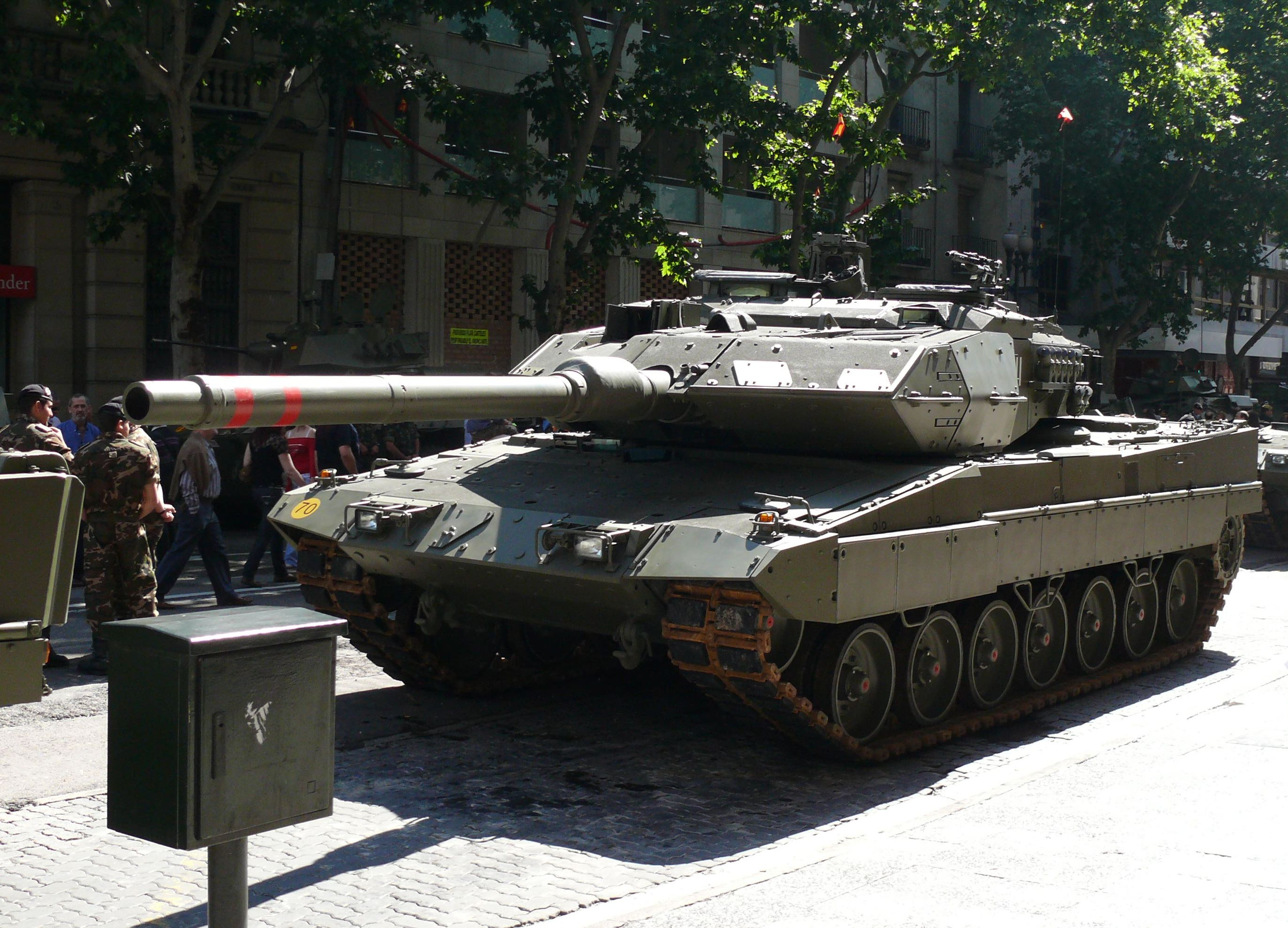
Un Leopard 2E en la desfilada del Dia de les Forces Armades de 2008.

- Leopard 2E

El carro de combat Leopard 2E és una versió millorada del Leopard 2A6 alemany cofabricado per Santa Bárbara Sistemas i amb un grau de participació de la indústria espanyola del 60%. Es van adquirir 219 carros de combat (CC) Leopard 2E i 4 carros escola (CESC), a part de 16 carros de recuperació (CREC) Leopard 2ER Búfalo (vegeu l'apartat blindats de recuperació), incloent-hi la seva posada en funcionament inicial, el mòdul de municionament i la família de simuladors. Van ser encarregats en 1998 i lliurats entre 2004 i 2011.